# Ron Stam
Ron Theodorus Stam, detto Ronnie (Breda, 18 giugno 1984), è un ex calciatore olandese, di ruolo centrocampista.

## Carriera
Cresciuto nel NAC Breda, milita dal 2008 al 2010 nel Twente prima di approdare al Wigan.

## Palmarès

### Club

#### Competizioni Nazionali
- Campionato olandese: 1

Twente: 2010
- Coppa d'Inghilterra: 1

Wigan: 2012-2013